# Meltausjoki
La rivière Meltausjoki (finnois : Meltausjoki) est un cours d'eau dans la région de Laponie en Finlande,.

## Description
La rivière Meltausjoki prend source dans le lac Unari et elle coule principalement vers le sud-ouest.
Son cours supérieur est appelé Unarinköngäs.
Après un parcours de 46 km, elle atteint l'Ounasjoki, un affluent droit du Kemijoki.
Les rivières Niesijoki et le Perttausjoki font partie des affluents de la rivière Meltaus.
Les rivières de printemps Moulusjoki et Ulingasjoki alimentent le lac Unari.